# Apocalypse Cow
Apocalypse Cow, titulado La vaca del apocalipsis en Hispanoamérica y Apocalipsis Mu en España, es un episodio perteneciente a la decimonovena temporada de la serie animada Los Simpson. Fue emitido originalmente el 27 de abril de 2008, el 14 de septiembre de 2008 en Hispanoamérica y el 23 de agosto de 2009 en España. Tras unirse a 4-H, Bart salva a una vaca llamada Lou y se la entrega a Mary (interpretada por Zooey Deschanel), una chica granjera. Su padre, Cletus, equivocadamente interpreta esto como la dote para la boda con Mary e intenta casar a ambos. Fue escrito por Jeff Westbrook y dirigido por Nancy Kruse. Todos los hijos de Cletus de Yokel Chords reaparecen en este episodio. Fue visto por 7,69 millones de espectadores.

## Sinopsis

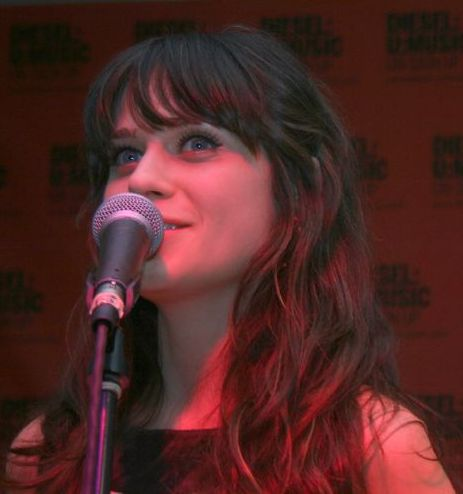
Zooey Deschanel fue la estrella invitada, interpretando a Mary, una de las integrantes de 4-H.

El episodio comienza cuando Bart y Lisa ven caricaturas un sábado a la mañana, con unos payasos que pueden transformarse. El personaje principal del programa pronto cae en una situación de riesgo, por lo que pide a los espectadores que lo ayuden a sobrevivir comprando su cereal. Marge se enfada y les pide que vean otra cosa, Bart y Lisa ven otro programa, y este hizo que Bart y Lisa le pidan a su madre, palos para jugar Golf. Cansada de los mensajes comerciales que aparecen en todos los programas que ven sus hijos, Marge le ordena a Lisa que preparase pan de banana y a Bart que fuese a Shelbyville con Homer para reparar unos muebles (aunque Bart se queja pero de todas formas, va). Cuando Bart y Homer van a Shelbyville, ven a Martin conduciendo una cosechadora. Bart pregunta por qué alguien como Martin podría estar conduciendo un tractor, por lo que el niño le informa que se había unido a 4-H. Atraído por el hecho de operar maquinaria pesada, Bart le pide a Homer que si puede unirse a 4H, Homer piensa que el grupo hará que él también tenga que ser responsable de Bart pero Martin le hace saber que 4H no era así, por lo que Homer accede sin pensar dos veces. Pronto, Bart se une a 4H, hace los juramentos y como parte de su primer día, empieza a conducir un tractor, alimenta animales y convive con sus compañeros.
Más tarde, el instructor de 4-H presenta ante los miembros una competencia. Llevándolos al corral de los becerros, les informa que cada uno elegiría uno y lo criaría durante el verano; al final del mismo, el ganado sería juzgado en la feria estatal del cual, saldría un ganador. Bart busca un becerro, pero nota que solo quedó uno delgado, Bart busca cambiarlo desesperadamente mas nadie le hace caso por lo que Bart toma la decisión de criarlo aunque pronto descubre cuán duro es el trabajo, y se ve incapaz de hacerlo pero luego conoce a Mary, quien le enseña cómo criar a su becerro y lo alienta de no rendirse en la competencia. Bart le dice que su becerro se llama "Lulubelle" pero Mary le hace saber que su becerro es macho y no hembra por lo que le sugiere el nombre de Lou para el becerro, y Bart accede (porque el nombre rima con el mugido del becerro: "Mu").
A lo largo de las semanas siguientes, Bart cuida muy bien de Lou, lo alimenta correctamente y lo ayuda a hacerse más fuerte, mientras se crea un vínculo entre ellos, en el cual Bart le toma mucho cariño. Cuando llega el día de la competencia, Lou se había convertido en un joven toro, y de entre todos los participantes, Lou es premiado con el listón azul y considera el ganador. Bart se emociona muchísimo, hasta que Lisa quiere informarle sobre lo que pasaría ahora con el toro, Bart se informa a través del jurado quienes le revelan que Lou será llevado al matadero, Bart cree que no es justo que lo maten y les sugiere que maten a los que no ganaron pero el juez le dice que todos los toros morirían, pero como Lou ganó, será el primero en morir. Bart intenta convencer a Marge y a Homer de comprar el toro, pero éstos se niegan porque un toro ganador cuesta mucho dinero.
Esa noche, Bart escucha un mugido, pero continúa en su cama y piensa que es una alucinación causada por su imposibilidad de ayudar a Lou. Comienza a gritar de miedo, y pronto llega Lisa y le dice que simplemente era su subconsciente diciéndole que dejara de comer carne. Sin embargo, el mugido es repentinamente reemplazado por cacareos, y Bart descubre que era sólo el CD de Tress MacNeille "Angustia Animal III", puesto allí por Lisa, en un intento de hacerlo vegetariano. Pero Lisa le ofrece su ayuda para salvar a Lou, por lo que Bart acepta. Bart y Lisa van al corral donde estaba Lou pero se dan cuenta de que hay una cerca de metal, Lisa llama a sus amigos de ésta, "Fertilizante" y "Panel Solar" para ayudar en el plan de rescate. Allí descubren que Lou había sido alimentado con hormonas del crecimiento, era mucho más grande, pero con ayuda de una maquinaria de cargamento pesado, logran sacarlo del lugar. Huyendo del matadero, deciden que el único lugar seguro al que podrían llevarlo es a la casa de Mary, la cual está en una granja.
A la mañana siguiente, llegan a la casa de Mary pero se encuentran a Cletus y resultó que éste es el padre de Mary. Bart le da el toro a Mary, y Mary acepta conservarlo pero Cletus luego llama a Brandine para que fuese a la puerta. Cuando ella descubre que Bart le había ofrecido el animal a Mary, les informa que la entrega de ganado es una propuesta formal de matrimonio. Contra la voluntad de Bart y Mary, Cletus y Brandine planean la boda para el día siguiente; Lisa convence a Bart de seguirles la corriente lo suficiente como para dejarla pensar una manera de salvar a Lou.
Una vez que descubren lo que había sucedido, Homer y Marge se sorprenden, y Marge idea un plan para evitarlo mientras Homer se asegura de que Ned Flanders no molestaría (esencialmente, golpeándolo sin ninguna razón). Al día siguiente, se celebra los previos a la boda, todos celebran y Mary se viste de blanco así como Bart de traje negro. Y justo antes de que Bart y Mary se casaran, Marge llega a detener la boda, provocando que Cletus le diga lo que esto significa en torno a la gente rural. O sea, Lou tendría que ser llevado al matadero y Mary tendrá que vivir por el resto de su vida como una solterona. Y se terminan llevando a Lou al matadero, Bart está furioso con Marge pero ella le dice que ideó un plan, y Bart nota que así fue porque decir un "Do'h!" al toro, por lo que se da cuenta de que Homer se disfrazó de Lou. Porque el verdadero Lou había sido llevado al aeropuerto para después ser enviado a la India para ser tratado como lo sagrado que son los bovinos por allá, según Apu. Al principio, Lou no quiere ir pero Bart lo convence de irse por lo que Lou aborda el avión y se va.
Una vez que Lou se fue, Marge enciende su teléfono celular y nota que tiene muchos mensajes los cuales, Homer le envió para que le avisen si había terminado todo (porque Homer no sabía que iba a parar al matadero) y a causa de las máquinas de corte de carne, es que Homer teme morir y antes de que sea triturado, se salva del matadero gracias a Marge que llega a tiempo. Homer le dice a su familia que no volvería a comer carne, solo comería una variedad de carnes de aves, peces y de vez en cuando, carne de mamíferos.
El episodio termina cuando Bart está en su cama recordando el buen tiempo que pasó a lado de su becerro Lou.